# Untersteckholz

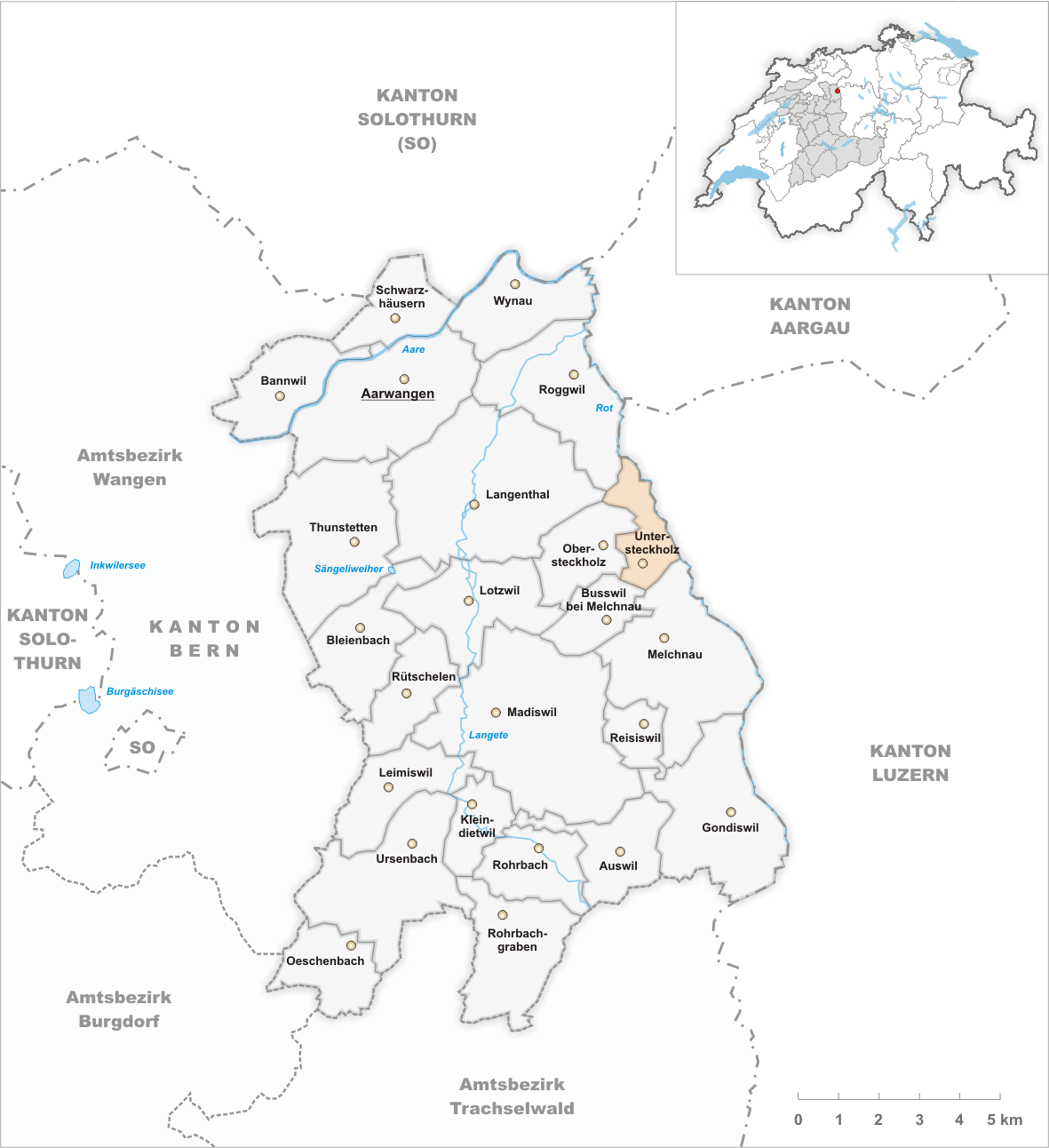
Gemeindestand vor der Fusion am 1. Januar 2010

Untersteckholz ist eine Ortschaft in der politischen Gemeinde Langenthal im Schweizer Kanton Bern. Bis zum 31. Dezember 2009 war Untersteckholz eine eigene politische Gemeinde im Amtsbezirk Aarwangen. Am 1. Januar 2010 fusionierte sie zur Gemeinde Langenthal im Verwaltungskreis Oberaargau.

## Geographie
Untersteckholz ist eine typische Streusiedlung ohne Dorfkern. Sie hat eine Fläche von 2,8 km² und liegt im Oberaargau im Schweizer Mittelland an der Grenze zum Kanton Luzern. Diese wird vom Fluss Rot gebildet. Die Nachbargemeinden sind Pfaffnau, Melchnau, Busswil bei Melchnau, Obersteckholz und Roggwil.

## Bevölkerungsentwicklung
Untersteckholz hatte im Jahr 1764 221 Einwohner, 1850 437, 1900 336, 1950 246, 2000 167 und 2009 166.

## Persönlichkeiten
- Armin Fiechter (1924–2010), Mikrobiologe und Professor